# Самойлов, Вячеслав Васильевич
Вячесла́в Васи́льевич Само́йлов (1894—1962) — советский боксёр и тренер по боксу. Представлял спортивное общество «Спартак», заслуженный мастер спорта. В течение долгой тренерской карьеры подготовил многих известных боксёров, в том числе многократных чемпионов первенства СССР.

## Биография
Вячеслав Самойлов родился в 1894 году в Москве. Освоив боксёрское ремесло, участвовал в самых первых соревнованиях по боксу, проводившихся в Российской империи. После революции в 1922 году устроился преподавателем бокса в Главную военную школу физического образования трудящихся, а позже перевёлся на работу в добровольное спортивное общество «Спартак».
За долгие годы тренерской деятельности Самойлов воспитал многих талантливых бойцов, в частности, его учениками были первые чемпионы СССР по боксу Лев Вяжлинский и Алексей Анкудинов, выигравшие национальное первенство 1926 года в полулёгкой и полутяжёлой весовых категориях соответственно. Самойлов был личным тренером победителя Всесоюзной спартакиады 1928 года Ивана Багаева, четырёхкратного чемпиона Советского Союза Ивана Ганыкина, двукратного чемпиона Николая Штейна, вырастил выдающегося тренера и теоретика бокса Константина Градополова.
В 1947 году за весомый вклад в развитие бокса Вячеслав Самойлов был удостоен почётного звания «Заслуженный мастер спорта СССР». Умер в 1962 году.